# Parafia Najświętszej Maryi Panny Wspomożycielki Wiernych w Stojewsku
Parafia Najświętszej Maryi Panny Wspomożycielki Wiernych w Stojewsku – parafia rzymskokatolicka, znajdująca się w diecezji kieleckiej, w dekanacie łopuszańskim.